# Voho
Voho är en ort i Burkina Faso.   Den ligger i regionen Boucle du Mouhoun, i den sydvästra delen av landet, 210 km väster om huvudstaden Ouagadougou. Voho ligger 322 meter över havet och antalet invånare är 1 453.
Terrängen runt Voho är platt. Närmaste större samhälle är Kopoï, 2,9 km sydväst om Voho.
Omgivningarna runt Voho är en mosaik av jordbruksmark och naturlig växtlighet. Runt Voho är det ganska glesbefolkat, med 38 invånare per kvadratkilometer.